# Ardenno
Ardenno é uma comuna italiana da região da Lombardia, província de Sondrio, com cerca de 3.120 habitantes. Estende-se por uma área de 17 km², tendo uma densidade populacional de 184 hab/km². Faz fronteira com Buglio in Monte, Civo, Dazio, Forcola, Talamona, Val Masino.

## Demografia
| Variação demográfica do município entre 1861 e 2011                               |
|                                                                                   |
| Fonte: Istituto Nazionale di Statistica (ISTAT) - Elaboração gráfica da Wikipedia |